# Biblioteca pública de la ciudad de Cebú
La Biblioteca pública de la ciudad de Cebú tiene sus raíces en la Rama de la Biblioteca de Filipinas y Museo de Cebú, actualmente la Biblioteca Nacional de Filipinas. Se organizó y se abrió al público el 13 de abril de 1919 por el Sr. Guillermo Restun, el Bibliotecario Jefe de la Subdivisión de Ilo-ilo. La provincia de Cebú se hizo cargo de la colección inicial y el mantenimiento de otros productos y cargas de explotación. Desde su creación, la biblioteca pública se ha ubicado en varios edificios diferentes, hasta que en 1938 se inauguró un edificio propio para la biblioteca. La biblioteca memorial Rizal y el Museo se convirtieron en su hogar permanente.